# 切埃卡
切埃卡（Cheeka），是印度哈里亚纳邦Kaithal县的一个城镇。总人口32126（2001年）。

## 人口
该地2001年总人口32126人，其中男性17524人，女性14602人；0—6岁人口4503人，其中男2543人，女1960人；识字率59.30%，其中男性为64.95%，女性为52.51%。